# For Greater Glory Vol.2.5
For Greater Glory Vol.2.5 è un mixtape collaborativo dell'etichetta discografica GBE, pubblicato il 21 dicembre 2012.

## Tracce
1. We That – 4:46
2. Relate – 3:14
3. On It – 3:07
4. Savage – 2:33
5. Don't Make no Sense – 4:11
6. Represent – 3:12
7. Up Them Poles – 3:59
8. Dead Broke – 4:03
9. This Rollie On My Wrist – 3:03
10. Bodies – 3:29
11. She Borin (Remix) – 3:37
12. I Got A Bag – 3:30
13. Put The Work In – 2:16
14. Walter Payton – 2:55
15. Grindin – 3:06
16. Real Shit – 2:21
17. Girl You Know – 2:35